# Phyllanthus gabonensis
Phyllanthus gabonensis är en emblikaväxtart som beskrevs av Jean F.Brunel. Phyllanthus gabonensis ingår i släktet Phyllanthus och familjen emblikaväxter.
Artens utbredningsområde är Gabon. Inga underarter finns listade i Catalogue of Life.